# Rue de Jemmapes
Ne doit pas être confondu avec Quai de Jemmapes.
La rue de Jemmapes est une voie du centre-ville de Nantes, en France.

## Situation et accès
La rue de Jemmapes, qui relie l'avenue Carnot à la rue Fouré, est bitumée et ouverte à la circulation automobile. Elle rencontre, à son extrémité sud-ouest, la rue de Mayence.

## Origine du nom
Son nom lui a été attribué afin de marquer le souvenir de la bataille de Jemmapes (ou Jemappes), qui vit, le 6 novembre 1792, la victoire de l'Armée française, commandée par Charles François Dumouriez, sur l'armée autrichienne.

## Historique
Cette rue marquait la limite nord-ouest du Champ de Mars.